# Massacre de Luxor

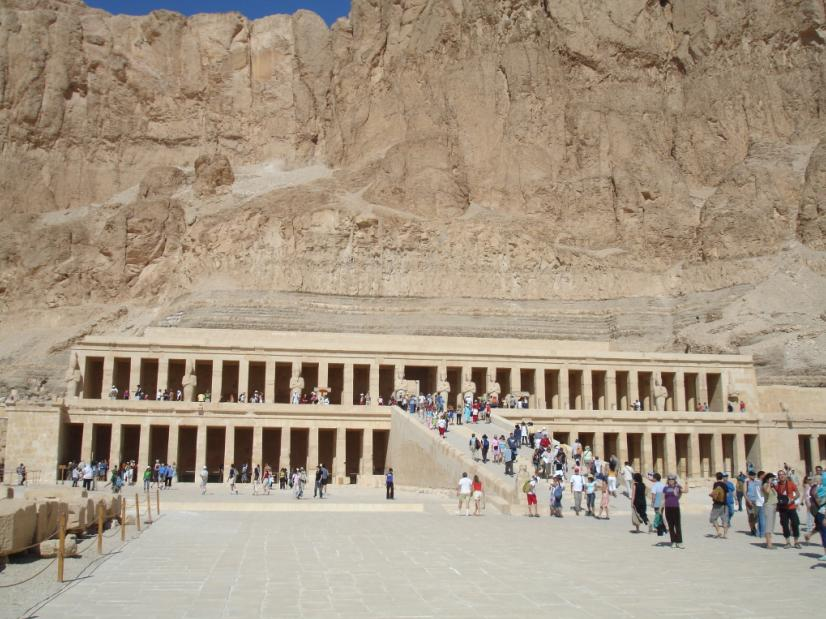
Templo de Hatexepsute, um sítio arqueológico situado no lado ocidental do rio Nilo, próximo da cidade de Luxor.

O massacre de Luxor ocorreu em 17 de novembro de 1997, em Deir Elbari, local de uma das maiores atrações turísticas do Egito: o templo da rainha faraó Hatexepsute, da 18ª dinastia.
Acredita-se que ela tenha sido instigada por líderes exilados da al-Jama'a al-Islamiyya, uma organização egípcia islamita, tentando minar o alistamento de julho de 1997, para devastar a economia egípcia e provocar o governo em  repressão que fortaleceria o apoio às forças anti-governamentais. No entanto, o ataque levou a divisões internas entre os militantes e resultou na declaração de um cessar-fogo. Em junho de 2013, o grupo negou que estivesse envolvido no massacre.

## Descrição
Seis terroristas islâmicos, suspeitos de pertencer ao grupo Vanguardas da Conquista, uma facção da Jiade Islâmica do Egito, chegaram no templo por volta das 08:45, e assassinaram dentro do templo, durante 45 minutos, com metralhadoras e facas, 58 turistas.
Entre os mortos - trinta e seis suíços, dez japoneses, seis britânicos, quatro alemães, um francês, dois colombianos e outro de dupla nacionalidade búlgara e britânica. Além destes, também morreram quatro egípcios – três polícias e um guia turístico – e saíram feridos doze suíços, dois japoneses, dois alemães, um francês e nove egípcios. Entre os mortos um menino britânico de cinco anos de idade e quatro casais japoneses em lua de mel.
Logo após o massacre, os terroristas sequestraram um ônibus e fugiram em direção ao vale das rainhas, mas foram mortos em um tiroteio com a policia turística armada e forças militares.
De acordo com Lawrence Wright, em O Vulto das Torres, a imprensa do Egito chegou a especular que os terroristas haviam sido assinados por um bando de aldeões indignados, mas o mais provável é que tenham cometido um suicídio ritualístico.